# Роял Канин
Роял Канин (на френски: Royal Canin) е френски производител и доставчик в световен мащаб на храни за кучета и котки, проучващ специфичните им хранителни нужди. Компанията е дъщерно дружество на американската мултинационална компания Марс Инкорпорейтед.
Компанията е създадена от френския ветеринарен хирург Жан Катари, след като той успешно лекува редица заболявания по кожата и козината на домашни любимци, като ги храни с диета на основата на зърнени храни, която приготвя в гаража си. Той осъзнава, че храненето е важна част от здравето на домашните любимци. След като внася екструдер от Съединените щати, процес, използван в тази индустрия за първи път през 1956 г., компанията е първата, която произвежда суха храна за домашни любимци във Франция. Насочено предимно към животновъдите, производството непрекъснато се увеличава и разпространението се разширява още повече на европейския пазар. Компанията е продадена на Група Гийомар през 1972 г., като претърпява разширяване, особено в областта на научноизследователската и развиваща дейност, преди да бъде закупен от банка Париба през 1990 г. Компанията е пусната на Френската фондова борса, но е оттеглена по-късно, след като е продадена на Марс Инкорпорейтед през 2002 г.

## История
Компанията е създадена от френския ветеринарен хирург Жан Катари през 1968 г. Ветеринарната му практика е в село в региона Гар във Франция. Загрижен, че домашните любимци на много хора са изложени на различни здравословни проблеми, особено по кожата и козината, и убеден, че причината е свързана с диетата, Катари създава рецепта на зърнена основа, която приготвя във фурна в гаража си.
Диетата успешно облекчава проблемите, с които се сблъскват домашните любимци, така че през 1968 г. Катари регистрира храната с търговската марка „Роял Канин“. Той приключва ветеринарната си практика, за да се концентрира върху производството и дистрибуцията на суха храна. Внесен е екструдер от САЩ и Роял Канин се превръща в първия производител на суха храна за домашни любимци във Франция и първата европейска компания, която използва екструдер. Целевият пазар са предимно животновъди и асоциации на немска овчарка; за популяризиране на продукта е използвана телевизионна реклама.
Производството непрекъснато нараства и през 1970 г. компанията е регистрирана; по-голяма фабрика е открита в Емарг и започва разпространение в цяла Европа. Четиридесет служители са наети в годишното производство на 5500 тона суха храна. Дъщерното дружество Роял Канин Иберика е създадено в Испания. През март 1972 г. Катари продава компанията на Група Гийомар, много по-голям, семеен бизнес за храна за животни, основан от Жан Гийомар през 1954 г., който се специализира във фуража за добитък. Новият собственик позволява на компанията да премине през период на разширяване, особено в областта на изследванията и развитието. Втора фабрика е открита през 1975 г. в Камбре, Франция.
Специален изследователски център е открит в Сен-Нолф, Бретан през 1973 г. До 1982 г. са открити допълнителни филиали и в други европейски страни. Сред тях са Италия, Швеция, Белгия, Испания, Германия и Дания. Друга фабрика е построена в Северна Франция, за да обслужва продажбите в страните от Северна Европа. От 1982 г. нататък Роял Канин диверсифицира портфолиото си с продукти като консервирана храна и семена за птици и вижда, че производството се учетворява до 200 000 тона за 10 години. През 1990 г. Гийомар е закупена от банка Париба.
Париба продава участието си в Роял Канин на Марс Инкорпорейтед през юли 2002 г. за повече от милиард и половина евро.
През 2018 г. Роял Канин празнува своята 50-годишнина.
Мотото на Роял Канин е По-добър свят за домашни любимци.

## Продукти
Роял Канин има около 260 различни формули. Храната е адаптирана към физиологията и чувствителността на всяко животно и отговаря на нуждите на кучето или котката.
Принципът на Роял Канин е здравето на животните чрез добро хранене.

### Храна
Продуктите са адаптирани за различен храносмилателен капацитет и различни периоди на растеж.

### Ветеринарна храна
Компанията разработва няколко различни диетични формули, включително за медицинска профилактика и грижа.
Някои ветеринарни храни се предлагат само с рецепта.

### Ветеринарни продукти
Роял Канин предлага лакомство, предназначено да помогне на собствениците да дават лекарства на своите котки чрез „маскиране“ на таблетки и капсули. В някои държави марката има свой собствен ветеринарен канал.

## В популярната култура
Реклама на Роял Канин от 1980 г. включва бягаща немска овчарка на забавен каданс, поставена на инструменталната тема „Chi Mai“, композирана от Енио Мориконе. Ален Шабат пародира тази реклама, като включва сцена на забавено преследване (с „Chi Mai“ като фонова музика) между Идефикс и легионер във филма от 2002 г. Астерикс и Обеликс: Мисия Клеопатра.